# الجائزة الوطنية للإدارة الإلكترونية
الجائزة الوطنية للإدارة الإلكترونية أو امتياز (بالفرنسية: e-mtiaz)‏ هي جائزة تنظمها وزارة إصلاح الإدارة والوظيفة العمومية المغربية منذ سنة 2005.

## أصناف الجائزة
تمنح هذه الجائزة التي تعد رمزا للابتكار والتميز لأفضل الخدمات العمومية الإلكترونية، وذلك بعد المشاركة في مباراة تُفتح في وجه جميع الإدارات العمومية والجماعات التربوية والمؤسسات والشركات العمومية. وتهدف الجائزة إلى تثمين وتشجيع الجهود والمبادرات البناءة في مجال الإدارة الإلكترونية وكذلك إذكاء قيم التنافس الإيجابي، في هذا المجال، بين مختلف مكونات المرفق العام بالمغرب.
- جائزة المحتوى الإلكتروني : ويهم المواقع الإلكترونية التي تعرض مستويات متميزة في ما يتعلق بالمحتوى وسهولة الوصول والتصميم والإبداع والمهنية والفعالية العامة للموقع.
- جائزة الخدمات الإجرائية الالكترونية : يهم هذا الصنف «الخدمات العمومية الإجرائية» المقدمة عبر شبكة الإنترنت، والتي عرفت تحولا الكترونيا مهما، يمكن المواطن أو المقاولة من إكمال الإجراءات بشكل جزئي أو كلي إلكترونيا، مما يساهم في  تخفيض التكلفة وتوفير الوقت والجهد اللازم لإنجاز هذه الخدمات.
- جائزة التطبيقات الذكية: يهم هذا الصنف تطبيقات الأجهزة الذكية (الهواتف الذكية أو الحاسبات اللوحية) المخصصة للعمل في إحدى  أنظمة التشغيل الذكية (آبل (iOS)،اندرويد،  ويندوز)، التي تقدم حلولا إبداعية مبتكرة، تضمن للمواطن والمقاولة الحصول على خدمات إدارية في أي مكان وزمان،  بشكل سهل وفعالية عالية.
- جائزة المشاركة المجتمعية الإلكترونية : يهم هذا الصنف الأدوات والقنوات التي تفتحها الإدارات في وجه المستفيدين من خدماتها العمومية، من مواطنين ومؤسسات القطاع العام والخاص والمجتمع المدني لتلقي آرائهم واقتراحاتهم من خلال استخدام تكنولوجيا المعلومات والاتصال (شبكات التواصل الاجتماعي، المواقع الإلكترونية للتشارك، المنتديات، المدونات) مع الأخذ بعين الاعتبار تلك الآراء والاقتراحات في تطوير الخدمات العمومية ووضع السياسات والقواعد التنظيمية المتعلقة بها.

## الجوائز المخصصة
جائزة امتياز هي جائزة رمزية عبارة عن تذكار يحمل اسم الجائزة وسنة تنظيمها. يتم تتويج الفائزين بجائزة امتياز بالنسبة لكل صنف من أصناف الجائزة كما يلي:
- جائزة «امتياز» للتميز: تمنح للخدمات الإلكترونية التي حصلت على الرتبة الأولى في كل صنف من أصناف الجائزة.
- جائزة «امتياز» للتشجيع: تمنح للخدمات الإلكترونية التي حصلت على الرتبة الثانية في كل صنف من أصناف الجائزة.

## المتوجون في الدورات السابقة
| الدورة                | الخدمات الفائزة                                                               |
| --------------------- | ----------------------------------------------------------------------------- |
| الدورة الأولى (2005)  | https://web.archive.org/web/20170713052944/http://www.emtiaz.ma/page.asp?p=18 |
| الدورة الثانية (2006) | https://web.archive.org/web/20170713053252/http://www.emtiaz.ma/page.asp?p=17 |
| الدورة الثالثة (2007) | http://www.emtiaz.ma/page.asp?p=16                                            |
| الدورة الرابعة (2008) | http://www.emtiaz.ma/page.asp?p=15                                            |
| الدورة الخامسة (2010) | http://www.emtiaz.ma/page.asp?p=14                                            |
| الدورة السادسة (2011) | http://www.emtiaz.ma/page.asp?p=13                                            |
| الدورة السابعة (2012) | https://web.archive.org/web/20170713045614/http://www.emtiaz.ma/page.asp?p=4  |
| الدورة الثامنة (2014) | https://web.archive.org/web/20170713043115/http://www.emtiaz.ma/page.asp?p=21 |
| الدورة التاسعة (2015) | https://web.archive.org/web/20170713052203/http://www.emtiaz.ma/page.asp?p=26 |
| الدورة العاشرة (2016) | https://web.archive.org/web/20170713070804/http://www.emtiaz.ma/page.asp?p=28 |

## وصلات خارجية
•الموقع الرسمي للجائزة 
• الدليل المرجعي لتنظيم للجائزة (2015)[وصلة مكسورة]
•الموقع الرسمي لوزارة الوظيفة العمومية وتحديث الإدارة المغربية